# Julius Melchior Strube
Julius Melchior Strube (* 19. März 1725 in Hildesheim; † 29. Juli 1777 in Hannover) war ein deutscher Jurist, hannoverischer Beamter und Publizist.
Strube war calenbergischer Landsyndicus, großbritischer und braunschweig-lüneburgischer Hof- und Kanzleirat, Archivar, Geheimer Justizrat und Konsistorialrat.
Sein Vater ist David Georg Strube. Seine Tochter Dorothea Charlotte heiratete 1771 Johann Philipp Conrad Falcke.